# Thomas Krol
Thomas Krol (* 16. srpna 1992 Deventer) je nizozemský rychlobruslař.
Na podzim 2010 začal startovat v závodech Světovém poháru juniorů a ve stejné sezóně se premiérově představil i na juniorském Mistrovství světa (získal zlato ve stíhacím závodě družstev). O rok později si na MSJ dobruslil pro stříbro ve víceboji a na trati 1500 m a pomohl týmu k zisku bronzové medaili ve stíhacím závodě. Mezi dospělými závodí na mezinárodní od roku 2012, kdy absolvoval první starty ve Světovém poháru. První velkou medaili vybojoval na Mistrovství světa 2016, kdy v závodě na 1500 m získal bronz. Na Mistrovství Evropy 2018 vybojoval stříbro na trati 1500 m. Z Mistrovství světa na jednotlivých tratích 2019 si přivezl zlato z patnáctistovky a stříbro ze závodu na 1000 m. Na ME 2020 získal zlatou medaili na trati 1500 m a stříbrnou na distanci 1000 m. Na MS 2020 vyhrál závod v týmovém sprintu a na patnáctistovce si dobruslil pro stříbro. V sezóně 2019/2020 zvítězil ve Světovém poháru v celkovém hodnocení závodů na 1000 m. Na Mistrovství Evropy 2021 zvítězil ve sprinterském víceboji a v ročníku 2020/2021 Světového poháru vyhrál v celkovém hodnocení v závodech na 1500 m. Ze světového šampionátu 2021 si z distance 1500 m přivezl zlatou medaili. Na ME 2022 vyhrál závod na 1000 m a vybojoval stříbro na trati 1500 m. Startoval také na ZOH 2022, na nichž vyhrál závod na 1000 m a získal stříbro na trati 1500 m, na distanci 500 m byl osmnáctý. Krátce poté zvítězil ve sprinterském víceboji na Mistrovství světa ve sprintu 2022 a na stejné akci získal bronz v týmovém sprintu. V sezóně 2021/2022 vyhrál celkové hodnocení Světového poháru v závodech na 1000 m.